# Kukačka Horsfieldova
Kukačka Horsfieldova (Cuculus optatus) je středně velký pták z čeledi kukačkovitých.

## Znaky
Je o něco menší než podobná, blízce příbuzná kukačka obecná. Na délku měří 30–32 cm, v rozpětí křídel má 51–57 cm, hmotnost činí 73–156 g. Dospělý samec má světle šedý hřbet, křídla, hlavu a hruď, spodina těla je bělavá ale více nažloutlá než kukačka obecná, s řídšími a silnějsími černými proužky. Ocasní pera jsou černavá s bílými skvrnami. Dospělá samice se podobá samci, má však rudohnědou, šedě proužkovanou hruď. Samice se mohou vyskynout v červenohnědé morfě, s červenohnědou svrchní stranou s černým proužkováním. Oko je červenohnědé. Mladí ptáci jsou šedí nebo červenohnědí se silným černým a bílým proužkováním na hřbetě a křídlech. Břicho je bělavé s hnědými proužky a oči jsou černohnědé.

## Hlas
Zpěv samců je dvouslabičný hlas, na rozdíl od kukačky obecné měkčí a v jednom tónu, takže připomíná spíše volání dudka.

## Rozšíření
Má rozsáhlý areál v severní Evropě a Asii až po Japonsko. Jedná se o dálkového migranta, zimujícího v jihovýchodní Asii, Malajsii, na Filipínách, Nové Guineji až po východní Austrálii. Někteří ptáci dorazí až na Nový Zéland.

## Prostředí
Na hnízdišti osídluje smíšené severské lesy, na zimovišti vyhledává polootevřenou krajinu se stromy a keři. Žije skrytě.

## Hnízdění
Jedná se o hnízdního parazita, kladoucího svá vejce jednotlivě do hnízd drobných pěvců. Nejčastěji to bývají budníčci z rodu Phylloscopus jako třeba budníček severní, budníček větší, budníček korunkatý a budníček menší, méně často také linduška zelená, nebo tesie japonská. Vejce kukačky Horsfieldovy jsou proměnlivá ve zbarvení a vzoru, někdy napodobují zbarvením vejce hostitele. Mládě se líhne po 12 dnech inkubace a už brzy po vylíhnutí vyhodí z hnízda vejce nebo mláďata hostitelského druhu. Hnízdo hostitele opouští po 17 až 19 dnech.

## Potrava
Živí se výlučně hmyzem a jeho larvami, zvláště oblíbené jsou housenky motýlů.